# Raison présente
Raison présente est une revue lancée en 1966 par Victor Leduc, avec la collaboration de Michel Rouzé et d'intellectuels communistes critiques vis-à-vis de la direction de leur parti (Émile Bottigelli, Maurice Caveing, Yves Galifret, Maurice Godelier, Ernest Kahane, Jacqueline Marchand, Jean-Pierre Vernant),,,.

## Présentation
C'est une revue trimestrielle, proche de l'Union rationaliste,,, œuvrant à répandre la culture scientifique et l'analyse rationnelle des faits sociaux. Le directeur actuel de la revue est Guy Bruit. Les rédacteurs en chef sont Fabienne Bock (d) († 2023), Michèle Leduc et Roland Pfefferkorn.
Le comité de parrainage se constitue de : Françoise Balibar, Monique Chemillier-Gendreau, Maurice Godelier, Mohamed Harbi, Dominique Lecourt, Michel Morange, Jean-Claude Pecker et Michelle Perrot.
Le comité de rédaction se constitue de : Marc André, Jean-Michel Besnier, Xavier Bouju, Jean-Philippe Catonné, Marie-Françoise Chevallier-Le Guyader, Gabriel Gohau, Abdelhalid Hammouche, Jacques Hoarau, Emmanuelle Huisman-Perrin, Marc Lachièze-Rey, Jean-Louis Lavallard, Régis Meyran, Michel Morange, Michel Paty, Alain Policar, Christian Ruby et Jean-Noël Sanchez.

## Photographies

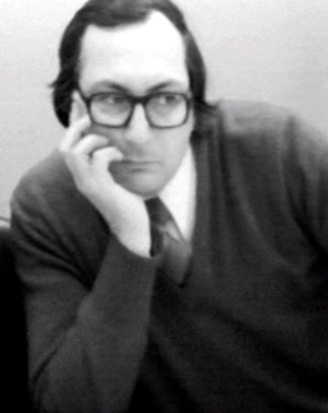
Maurice Godelier, en 1977.
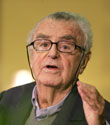
Jean-Pierre Vernant, en 2006.
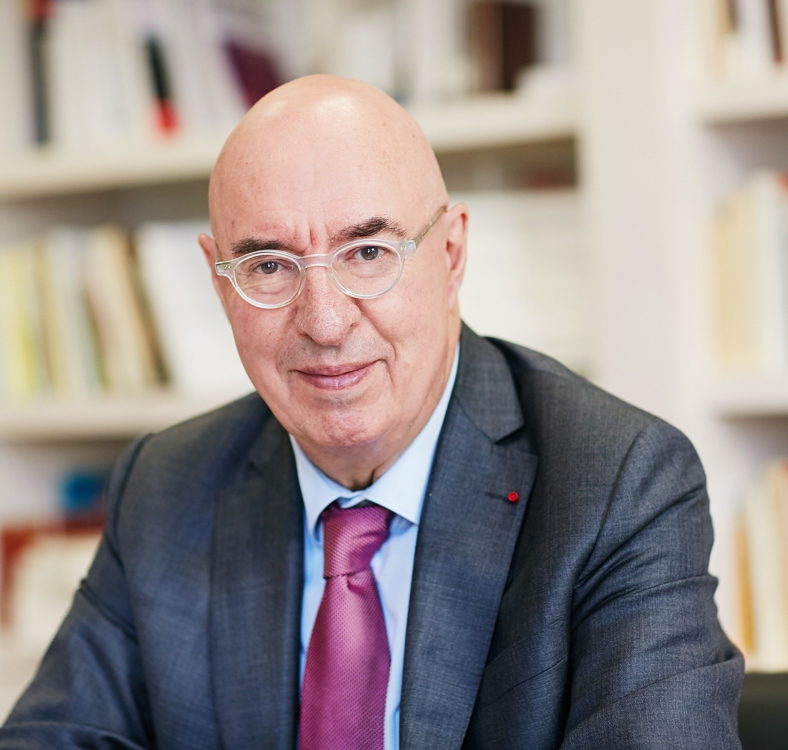
Dominique Lecourt, en 2015.
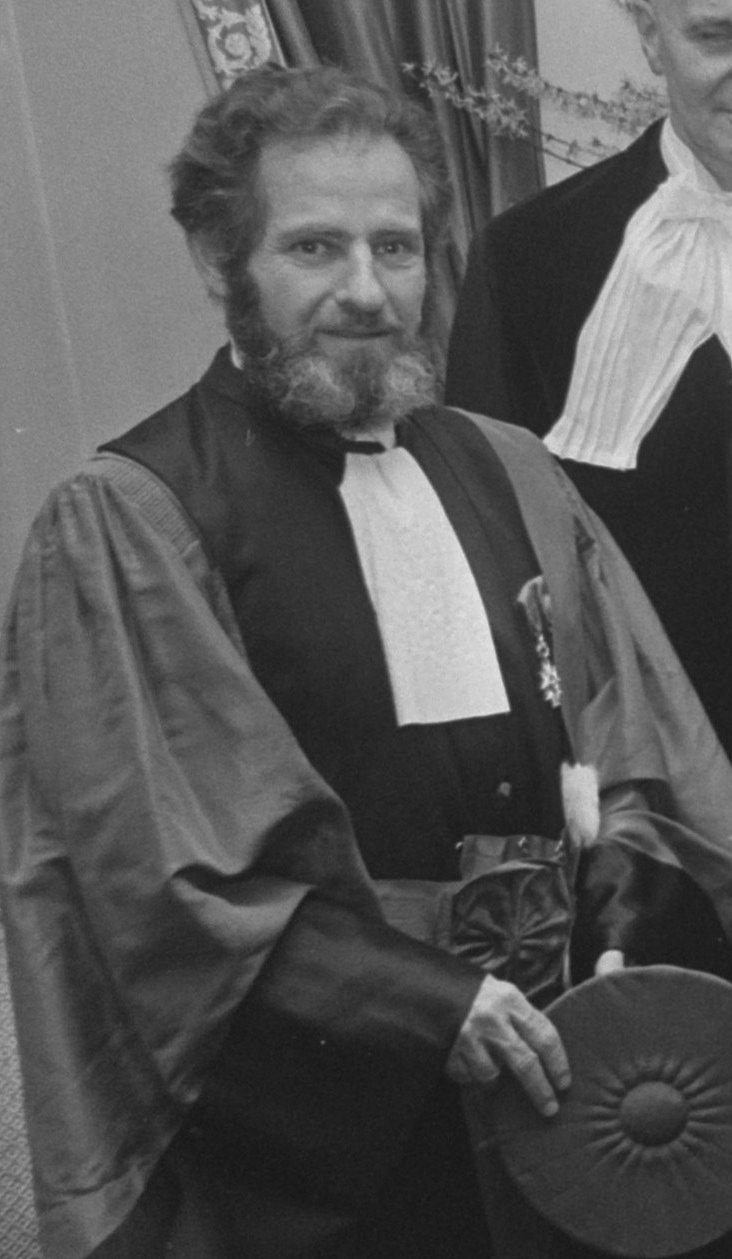
Jean-Claude Pecker, en 1970.
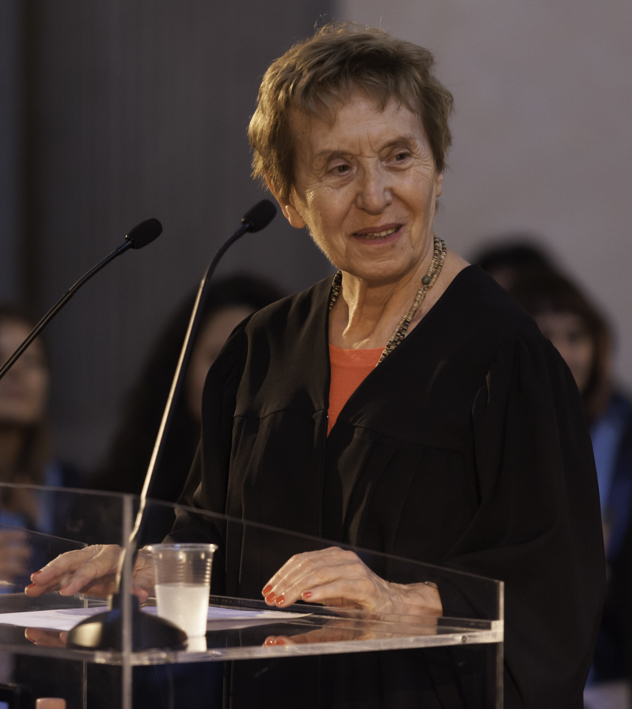
Michelle Perrot, en 2016.
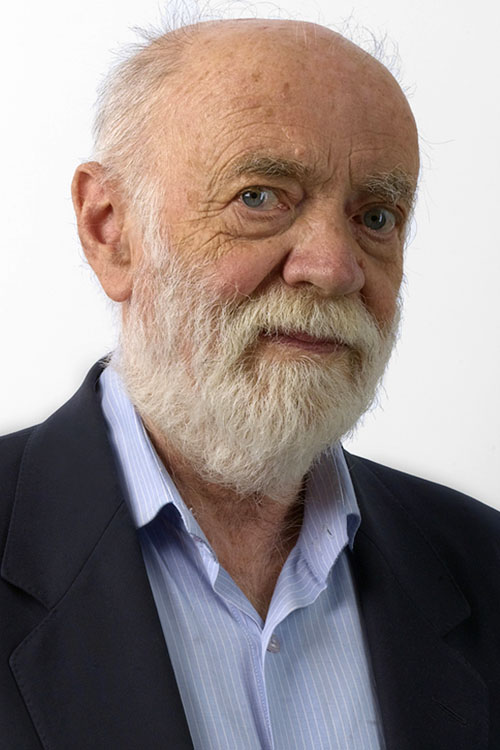
Gabriel Gohau, en 2010.
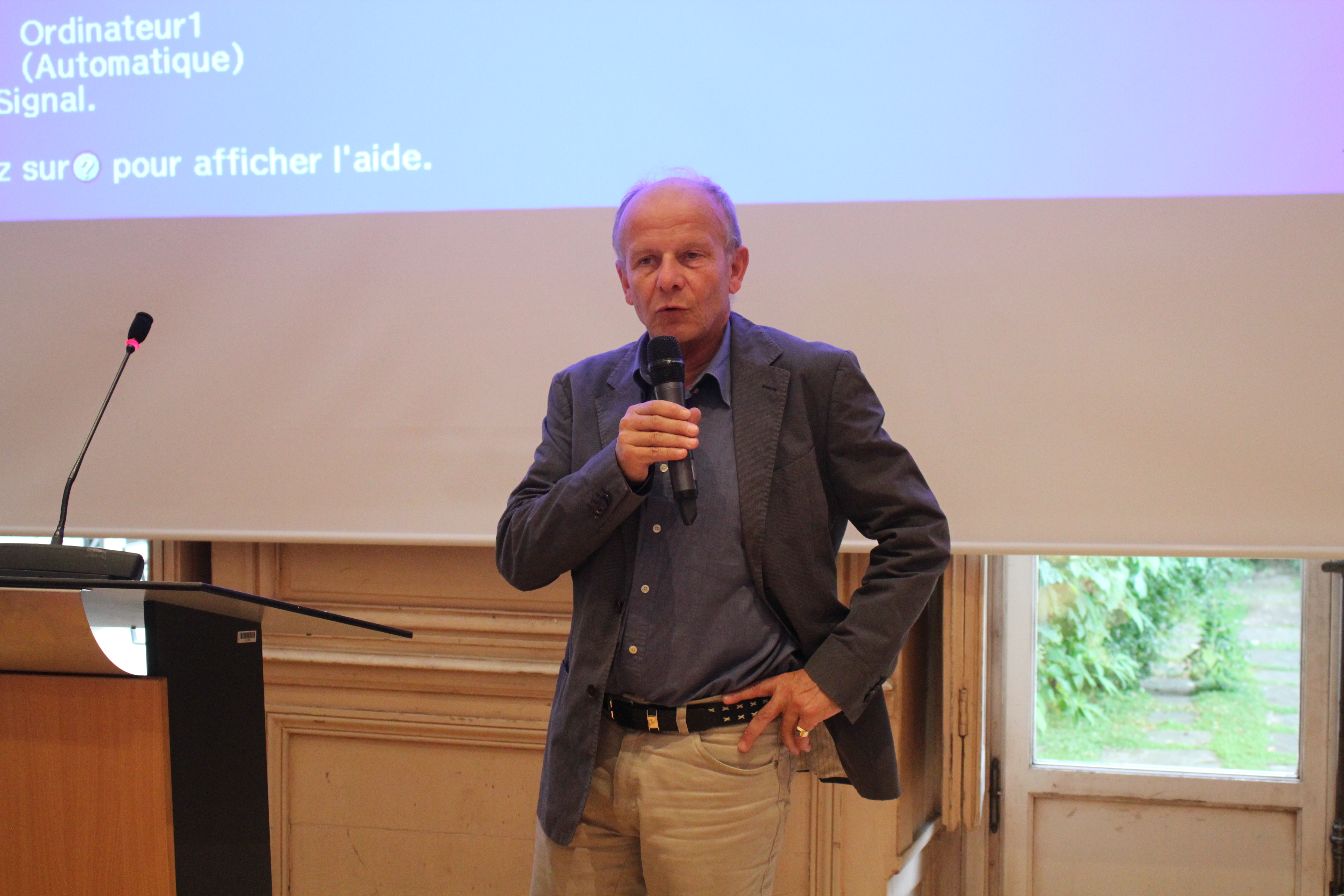
Marc Lachièze-Rey, en 2015.
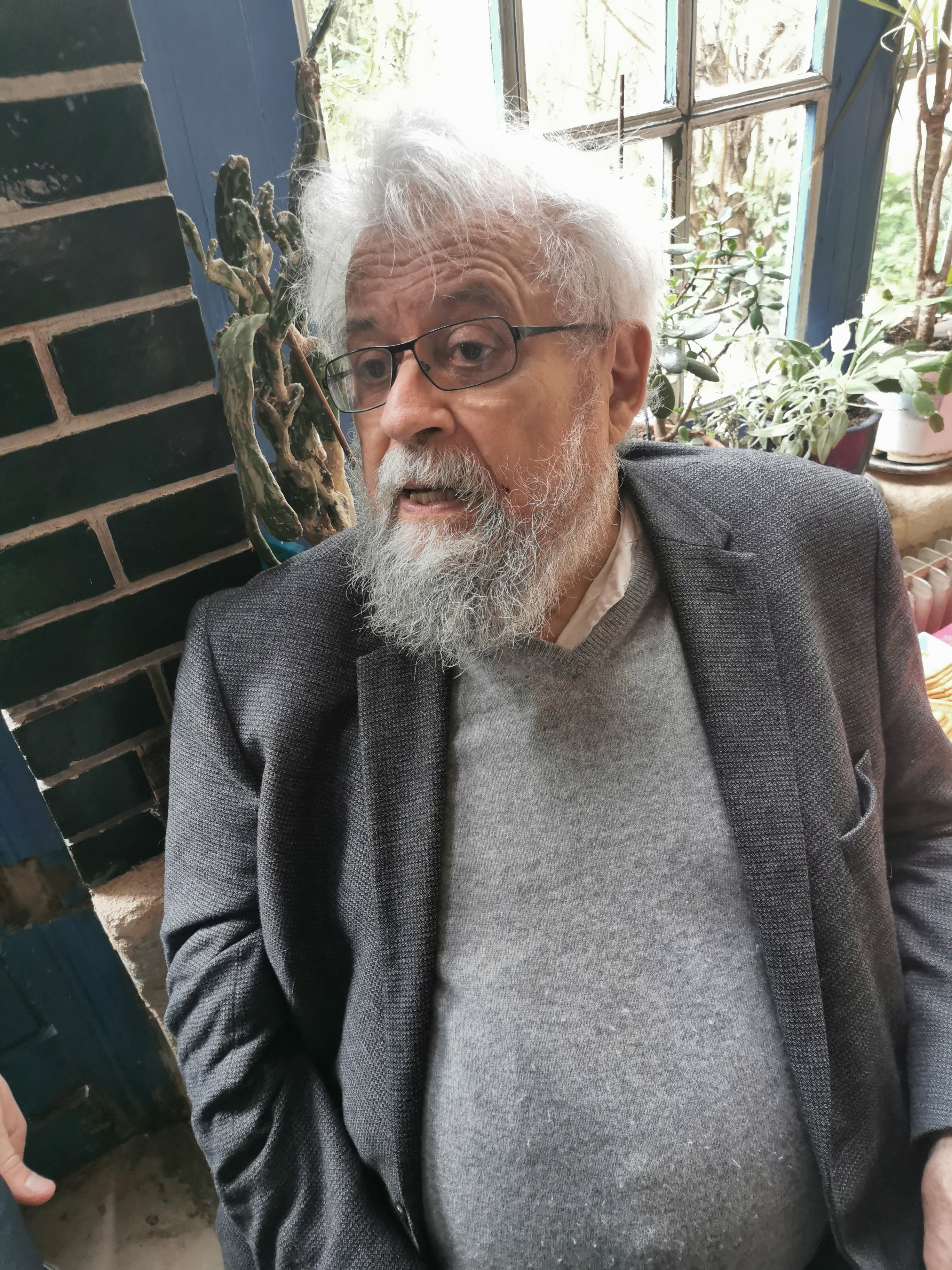
Michel Paty, en 2020.